# 八十島義之助
八十島 義之助（やそしま よしのすけ、1919年8月27日 - 1998年5月9日）は、日本の土木工学者。工学博士。東京大学名誉教授。専門は鉄道工学、交通計画学。

## 来歴
東京府出身。両親は愛媛県出身で八十島家は伊達氏宇和島藩の家老職の家系であった。慶應義塾幼稚舎、旧制府立高等学校（7年制）を経て、1941年に東京帝国大学工学部土木工学科を卒業。翌年、母校の講師となる。その後、東京大学工学部助教授を経て、1955年「敷設軌条の力学的特性に関する研究」で工学博士となり、同年教授に就任。1980年に定年退官、名誉教授となるとともに、埼玉大学教授に就任。
1986年、帝京技術科学大学（現・帝京平成大学）学長に就任する。1991年秋、勲二等旭日重光章受章。1992年3月、鉄道総合技術研究所（鉄道総研）会長となる。国土審議会会長。没後、従三位銀杯一組を授与された。
上記の公職のほか、1981年から1998年まで、鉄道友の会の第5代会長を務めている。
父の八十島親徳は東京高等商業学校出身で渋沢栄一の書生を経て渋沢財閥の番頭を務めた。兄に医学者の八十島信之助、実業家の八十島親義がいる。妻・和歌子は最高裁判所判事を務めた東京帝国大学名誉教授穂積重遠の娘で渋沢栄一のひ孫にあたる。

## 著書
- 『鉄道の生い立ち』門真一郎絵　蟻書房 中学生の科学文庫、1950年
- 『鉄道の歴史』小峰工業出版 小峰の科学文庫、1952年
- 『都市と交通』日本放送出版協会 NHK現代科学講座、1966年
- 『鉄道軌道』技報堂、1967年
- 『交通と計画四十年』八十島義之助先生還暦退官記念会編、東京大学工学部土木工学科、1980年

### 共編著
- 『新制鉄道工学』沼田政矩共著、オーム社、1956年
- 『地下鉄とモノレール』横谷輝共著、鹿島研究所出版会 少年の科学、1968年
- 『都市交通講座 第1　都市と交通』編、鹿島研究所出版会、1970年
- 『交通計画』花岡利幸共著、技報堂、1971年
- 『都市交通講座 5　交通計画の実際』井上孝共編、鹿島研究所出版会、1971年
- 『交通施設防災』編、共立出版、1973年、防災科学技術シリーズ
- 『現代土木工学 3　土木総合計画論』編、丸善、1975年
- 『鉄道工学』沼田政矩共編、技報堂出版、1977年、土木工学叢書
- 『鉄道工学 大学課程』沼田政矩,松本嘉司共著、オーム社、1977年
- 『国土計画概論』榛沢芳雄共著、技報堂出版、1985年

### 翻訳
- イギリス運輸省編『都市の自動車交通 イギリスのブキャナン・レポート』井上孝共訳　鹿島研究所出版会、1965年

## 参考
- コトバンク
- 『人事興信録』1995年
- 読売新聞叙勲記事